# Бішваєр
Бішваєр (нім. Bischweier) — громада в Німеччині, знаходиться в землі Баден-Вюртемберг. Підпорядковується адміністративному округу Карлсруе. Входить до складу району Раштат.
Площа — 4,59 км2. Населення становить 3022 ос. (станом на 31 грудня 2020).